# Rothmannia exaltata
Rothmannia exaltata là một loài thực vật có hoa trong họ Thiến thảo. Loài này được (Griff.) Bremek. miêu tả khoa học đầu tiên năm 1957.